# Bentler
La Bentler è stata una casa discografica italiana, attiva tra gli anni '60 e '70.

## Storia
La Bentler fu fondata all'inizio degli anni sessanta a Milano dal pianista Gualtiero Guerrini. 
Guerrini, nato nel 1921 e proveniente da una celebre famiglia di costruttori di fisarmoniche, aveva fondato una sua casa di edizioni musicali, il Gruppo editoriale Guerrini, e aveva poi acquistato le Edizioni Musicali Rampoldi, che avevano i diritti di molti evergreen.
Alla fine del 1961 aveva fondato una sua casa discografica, la Guerrini, per lanciare le canzoni delle proprie edizioni (molte case discografiche, come la Dischi Ricordi e la Carisch, nacquero in questo modo); dopo un anno, però, cambiò la denominazione in Bentler. 
La sede fu stabilita in via delle Erbe 2 a Milano.
Presto Guerrini mise sotto contratto alcuni cantanti, di cui quella che ottenne più successo fu l'emiliana Edda Ollari, che partecipò al Cantagiro nel 1966. Partecipò a Un disco per l'estate nel 1969 con Fabio presentando il brano "Vorrei sapere". 
Molto nota anche Paola Musiani.
Al Cantagiro del 1967 partecipò invece un gruppo beat della casa discografica, i Rogers, con Chiedimi tutto.
Incisero per questa casa discografica anche alcuni primi gruppi di rock progressivo, come i Capricorn College e I Raminghi; inoltre vennero anche distribuiti in Italia dischi di artisti stranieri come Jim Burns (pubblicati con una catalogazione a parte).
Per gli artisti della Bentler scrissero molti grandi autori, come Mario Panzeri, Roberto Vecchioni e Domenico Serengay.
Negli anni settanta Guerrini affianca alla Bentler altre due etichette, la Eldorado e la Rogers Records (che pubblica tra gli altri l'album Tardo pede in magiam versus del gruppo Jacula), diradando comunque l'attività alla fine del decennio.
Aprì poi un museo musicale in via Mercato 3 a Milano, collezionando spartiti, dischi e fisarmoniche, e ottenendo nel 2006 dal comune la qualifica di Bottega storica e bene culturale cittadino.

## Dischi
La datazione qui riportata si basa sull'etichetta del disco o sulla copertina; qualora nessuno di questi elementi abbia una datazione, è basata sulla numerazione del catalogo; talora è, infine, basata sul codice della matrice di stampa. Se esistenti, sono riportati, oltre all'anno, il mese e il giorno (quest'ultimo dato si trova, a volte, stampato sul vinile).

### 33 giri
| Numero di catalogo | Anno | Interprete                                | Titoli                                                               |
| ------------------ | ---- | ----------------------------------------- | -------------------------------------------------------------------- |
| BE/LP 1001         | 1966 | Luigi Santucci e Luciano Barbieri         | Ciò che avete in più datelo ai ricchi                                |
| BE/LP 1002         | 1966 | Enrico Simonetti e Leo Chiosso            | Enrico Simonetti presenta le favolette per vecchietti di Leo Chiosso |
| BE/LP 1003         | 1966 | Esecutori vari                            | Best seller americani                                                |
| BE/LP 1005         | 1967 | The Jokers                                | The Faboulous Jokers                                                 |
| BE/LP 1008         | 1967 | Roberto Negri                             | La nostra musica                                                     |
| BE/LP 1009         | 1967 | Orquestra Popular De Guanabara            | Vieni con me a Rio                                                   |
| BE/LP 1010         | 1967 | Ben Venuti e l'orchestra di Roberto Negri | Canzoni che non si dimenticano                                       |
| BE/LP 1011         | 1967 | Roland Thyssen                            | Roland Thyssen, il suo piano e la sua grande orchestra               |
| BE/LP 1012         | 1968 | Esecutori vari                            | Pensando a te                                                        |
| BE/LP 1013         | 1968 | Rogers                                    | Finalmente: arrivano i The Rogers                                    |
| BE/LP 1014         | 1969 | Roberto Negri                             | Suono e colore                                                       |
| BE/LP 1015         | 1969 | Edda Ollari                               | Tutti i successi di Edda Ollari                                      |
| BE/LP 1016         | 1970 | I Raminghi                                | ...Il lungo cammino dei Raminghi                                     |
| BE/LP 1017         | 1970 | Fabio                                     | Fabio                                                                |
| BE/LP 1018         | 1970 | Serie: Classici per la gioventù           | I tre moschettieri I e II parte                                      |
| BE/LP 1019         | 1970 | Serie: Classici per la gioventù           | I tre moschettieri III e IV parte                                    |
| BE/LP 1020         | 1970 | Serie: Classici per la gioventù           | L'isola del tesoro I e II parte                                      |
| BE/LP 1021         | 1970 | Serie: Classici per la gioventù           | L'isola del tesoro III e IV parte                                    |
| BE/LP 1029         | 1972 | Paola Musiani                             | Dedicato a Paola                                                     |
| BE/LP 1031         | 1973 | Mia Fanelli                               | Avevi ragione tu...                                                  |
| BE/LP 1034         | 1973 | Rinaldo Ebasta                            | Grida                                                                |
| BE/LP 1035         | 1973 | Annagloria                                | Revival                                                              |
| N 85/01            | 1985 | Piero Cesanelli                           | Fuori stagione                                                       |
| N 86/01            | 1986 | Marco Poeta                               | Zuppa                                                                |
| N 88/04            | 1988 | Franco Visentin e Roberto Negri           | Le similitudini                                                      |

### 33 giri - Serie folk
| Numero di catalogo | Anno | Interprete         | Titoli                  |
| ------------------ | ---- | ------------------ | ----------------------- |
| BE/FOLK 20001      | 1968 | Emilio Insolvibile | Amore, guerra e società |

### 45 giri
| Numero di catalogo | Anno | Interprete                                                                | Titoli                                                                |
| ------------------ | ---- | ------------------------------------------------------------------------- | --------------------------------------------------------------------- |
| BE/NP 5001         | 1966 | Vanna Scotti                                                              | Buonanotte per tutte le notti/Baciar baciar baciare                   |
| BE/NP 5002         | 1966 | Fabio Brasile                                                             | Tutti all'infuori di me/Vai vai vai                                   |
| BE/NP 5003         | 1966 | Edda Ollari                                                               | ...che tu mi baciassi/L'amor non mi vuol sorridere                    |
| BE/NP 5004         | 1966 | Vanna Scotti                                                              | Una romantica avventura/Ancora/Stradivarius                           |
| BE/NP 5005         | 1966 | Vanna Scotti                                                              | Ma chi credi d'essere?/Un lago salato                                 |
| BE/NP 5006         | 1966 | Emanuela Tinti                                                            | Proprio io/Se tu improvvisamente                                      |
| BE/NP 5007         | 1966 | Strangers                                                                 | Non sei niente male/Se mi spieghi                                     |
| BE/NP 5009         | 1966 | Edda Ollari                                                               | Due mezze monete/Mi amerai un po' di più                              |
| BE/NP 5010         | 1967 | Emanuela Tinti                                                            | Un giorno come un anno/Cosa sarà                                      |
| BE/NP 5011         | 1967 | Ben Venuti                                                                | Dove sei/La vita ricomincia                                           |
| BE/NP 5012         | 1967 | i Nuovi                                                                   | Sei sempre qui con me(I capelli e il cuore                            |
| BE/NP 5013         | 1967 | Jim Burns con i Barimar's                                                 | Hula Skip/Ma tu chi sei?                                              |
| BE/NP 5014         | 1967 | Pepe e Sale                                                               | Smettiamola/La colpa non è mia                                        |
| BE/NP 5015         | 1967 | Moacyr-Franco                                                             | Perché questa spiaggia/Domani piangerò                                |
| BE/NP 5016         | 1967 | Diego Pepe e i Cavernicoli                                                | Non hai pietà/Se vuoi restare sola                                    |
| BE/NP 5020         | 1967 | Vanna Scotti                                                              | Ragazzo di ieri/Può tornare come prima                                |
| BE/NP 5021         | 1967 | Frankie & i Rogers                                                        | Chiedimi tutto/Ho tanta paura                                         |
| BE/NP 5022         | 1967 | Giorgio Bristol                                                           | Chi...mi aiuterà/Non devi piangere                                    |
| BE/NP 5023         | 1967 | Rogers                                                                    | Non perdono mai/Is my room (non c'è più niente)                       |
| BE/NP 5024         | 1967 | Diego Pepe                                                                | Settembre ti dirà/Lunedì                                              |
| BE/NP 5025         | 1967 | Gli Scorpioni                                                             | Ragazza mia/La solita Maria                                           |
| BE/NP 5026         | 1967 | Pic e Bill                                                                | All I want is you/Is not you                                          |
| BE/NP 5027         | 1967 | Fabio                                                                     | Non è un addio/Kirsh                                                  |
| BE/NP 5028         | 1967 | Edda Ollari                                                               | C'è chi può/Chi sei                                                   |
| BE/NP 5030         | 1968 | Rogers                                                                    | Guarda/Cos'è l'amore                                                  |
| BE/NP 5031         | 1968 | Mia Fanelli                                                               | Il cortile/Mare blu                                                   |
| BE/NP 5033         | 1968 | Jo Fedeli e Jenni's Group                                                 | Somigli a una bambola/Goodbye baby goodbye                            |
| BE/NP 5034         | 1968 | Edda Ollari                                                               | La tramontana/L'amor non mi vuol sorridere                            |
| BE/NP 5035         | 1968 | Fabio                                                                     | Vorrei sapere/Viva la notte                                           |
| BE/NP 5037         | 1967 | Giorgio Bristol                                                           | Quando il sole scenderà/Non c'è niente per me                         |
| BE/NP 5039         | 1968 | Francky Florio                                                            | Vieni, vieni ragazzina/Luna marinara                                  |
| BE/NP 5040         | 1968 | Edda Ollari                                                               | Poco poco per un gioco/Un po' di te                                   |
| BE/NP 5041         | 1969 | Armando Stula                                                             | Le rondini bianche/Tu pensi a me                                      |
| BE/NP 5042         | 1969 | Ben Venuti                                                                | Cchiù fforte 'e me/Marechiare                                         |
| BE/NP 5043         | 1969 | Ben Venuti                                                                | Cielo d'Abruzzo/Fusse ca fusse na vorta bona/Contadinella a primavera |
| BE/NP 5044         | 1969 | Combo Swing                                                               | Il pulmino dei ragazzi/Settembre ti dirà                              |
| BE/NP 5046         | 1969 | Jenny Wilder                                                              | Master Jack/Angel In The Morning                                      |
| BE/NP 5047         | 1969 | Marcello e I Barimar's                                                    | Partenza/Ciao non dimenticarmi                                        |
| BE/NP 5048         | 1969 | Carlo Danova's Group                                                      | Aah aah!/Sedia a dondolo                                              |
| BE/NP 5049         | 1969 | I Barimar's                                                               | Mae West/Ananas                                                       |
| BE/NP 5050         | 1969 | Fabio                                                                     | La grande nave/Soltanto sogni                                         |
| BE/NP 5053         | 1969 | Fabio                                                                     | Mani pulite/Le ragazze dell'estate                                    |
| BE/NP 5054         | 1969 | Edda Ollari                                                               | Un pezzo d'azzurro/Quando sarò lontano                                |
| BE/NP 5055         | 1969 | Gli Scorpioni                                                             | Torna ragazza mia/Il miraggio                                         |
| BE/NP 5056         | 1969 | Rogers                                                                    | Chewy chewy/Vorrei davvero                                            |
| BE/NP 5057         | 1969 | Armando Stula                                                             | Lontani dal mondo/Suprema libertà                                     |
| BE/NP 5058         | 1969 | Lino Re                                                                   | Nessuno in questo mondo/Come un giocatore                             |
| BE/NP 5059         | 1969 | Rogers                                                                    | Tam tam/Vorrei davvero                                                |
| BE/NP 5060         | 1969 | Capricorn College                                                         | Capricorn college/Junius                                              |
| BE/NP 5061         | 1970 | Roberto Di Montecarlo                                                     | Tema d'amore/Però col caldo che fa                                    |
| BE/NP 5062         | 1970 | Edda Ollari                                                               | Acqua passata/Io t'aspetterò                                          |
| BE/NP 5063         | 1970 | Giorgio Bristol                                                           | Una chitarra nella notte/E' la nostalgia                              |
| BE/NP 5064         | 1970 | Edda Ollari                                                               | La lumaca/Un attimo                                                   |
| BE/NP 5065         | 1970 | I Raminghi                                                                | Come viviamo/Guarda tuo padre                                         |
| BE/NP 5066         | 1970 | Paola Musiani                                                             | Faccia da schiaffi/Cosa vuoi cuore mio                                |
| BE/NP 5067         | 1970 | Mercedes                                                                  | Neve al sole/Preghiera messicana                                      |
| BE/NP 5068         | 1970 | Don Powell                                                                | E Dio disse a Caino/Rocks, blood and sand                             |
| BE/NP 5071         | 1970 | Milky e i Fenmen                                                          | Il nove novembre/Chi non sa amare                                     |
| BE/NP 5072         | 1970 | Edda Ollari                                                               | L'amore è una cosa seria/Un po' di te                                 |
| BE/NP 5073         | 1970 | I Raminghi                                                                | Buio mondo nero e giallo/Partire                                      |
| BE/NP 5074         | 1970 | Fabio                                                                     | Isabelle/Socchiudo gli occhi                                          |
| BE/NP 5076         | 1971 | Roberto Di Montecarlo                                                     | Le campane dell'oblio/Rosa tirana                                     |
| BE/NP 5077         | 1971 | Paola Musiani                                                             | Noi/Le mie pazza scale                                                |
| BE/NP 5079         | 1971 | Paola Musiani                                                             | Il nostro concerto/Adesso che mi manchi tu                            |
| BE/NP 5080         | 1971 | Gaby                                                                      | Guardando te/Una sigaretta e una tazza di caffè                       |
| BE/NP 5081         | 1971 | Edda Ollari                                                               | Un cuore per amare/Parapapà                                           |
| BE/NP 5082         | 1971 | Fabio                                                                     | Il bicchiere/A tutte dico di no                                       |
| BE/NP 5086         | 1972 | Paola Musiani                                                             | Tocco magico/Alone again                                              |
| BE/NP 5087         | 1971 | Edda Ollari                                                               | L'ora giusta/Prigioniera                                              |
| BE/NP 5088         | 1972 | Paola Musiani                                                             | Tu eri il mio bene/Amore immenso                                      |
| BE/NP 5089         | 1973 | Paola Musiani                                                             | Tango della gelosia/Davanti a Dio                                     |
| BE/NP 5091         | 1974 | Paola Musiani                                                             | La donna quando pensa/L'ultima spiaggia                               |
| BE/NP 5093         | 1974 | I Raminghi                                                                | Express/Rendimi l'anima                                               |
| BE/NP 5095         | 1974 | Annagloria                                                                | Honkystop/La frase più banale                                         |
| BE/NP 5097         | 1974 | Annagloria                                                                | Stranger in the Night/Chiaro                                          |
| BE/NP 5098         | 1975 | Annagloria Banda Musicale Città di Senigallia diretta da Paolo Pellegrini | Italia Italia/Suona la banda dell'Anbima                              |
| BE/NP 5099         | 1975 | Paola Musiani                                                             | Se nasco un’altra volta/Chiaro                                        |

### 45 giri stranieri
| Numero di catalogo | Anno             | Interprete                                                                         | Titoli                        |
| ------------------ | ---------------- | ---------------------------------------------------------------------------------- | ----------------------------- |
| BE/STR 8001        | 1966             | Benny Roi e la sua orchestra (sul lato A)/Jean-Lou e il suo complesso (sul lato B) | Blue Saxes/Et Ta Soeur        |
| BE/STR 8002        | 1966             | Emanuele Lauter                                                                    | Notte d'amore/Va pensiero     |
| BE/STR 8003        | 16 febbraio 1967 | The Jokers                                                                         | Napoleon Solo/Batman theme    |
| BE/STR 8004        | 22 febbraio 1967 | Jim Burns                                                                          | Sleep lagoon/Idaho            |
| BE/STR 8005        | 1967             | Jim Burns e gli Strangers                                                          | Hula skip/Se mi spieghi       |
| BE/STR 8006        | 1968             | The Limelights                                                                     | Dopo di lei/Dove vai?         |
| BE/STR 8007        | 1968             | Emanuele Lauter                                                                    | Blues senza parole/Cecilia    |
| BE/STR 8008        | 1969             | I Kent                                                                             | I'll never leave you/Caroline |
| BE/STR 8018        | 1971             | Capricorn College                                                                  | Story/Mab, mystic woman       |
| BE/STR 8020        | 1972             | Dino Siani                                                                         | Estasi/Il padrino             |

### 33 giri The Rogers Records
| Numero di catalogo | Anno | Interprete | Titoli                      |
| ------------------ | ---- | ---------- | --------------------------- |
| TRS 010001         | 1972 | Jacula     | Tardo Pede In Magiam Versus |

### 45 giri The Rogers Records
| Numero di catalogo | Anno | Interprete   | Titoli                                |
| ------------------ | ---- | ------------ | ------------------------------------- |
| SPX 001            | 1972 | The Rogers   | Il sogno/Nessuno in questo mondo      |
| SPX 002            | 1972 | I Rubacuori  | Perché ti amo/Calde lacrime           |
| SPX 003            | 1972 | The Rogers   | Soltanto un bacio/Avresti mai creduto |
| SPX 004            | 1972 | Nara Guerri  | Ho bisogno di te/Me ne vado da te     |
| SAGR 518           | 1972 | Franco Felix | Tu piccola donna/Vola vola l'aquilone |

### 45 giri Eldorado
| Numero di catalogo | Anno | Interprete               | Titoli                                                          |
| ------------------ | ---- | ------------------------ | --------------------------------------------------------------- |
| EL/B 0410          | 1969 | I Raminghetti            | Guarda/Ragazza mia                                              |
| EL/B 0411          | 1969 | I Raminghetti            | Fiori nell'anima/È un eterno amore                              |
| EL/B 0418          | 1971 | Isabella Fedeli          | Regalami l'amore/Se tu mi chiedessi                             |
| EL/B 0419          | 1971 | Isabella Fedeli          | Cosa vuoi cuore mio/Le strade della mia città/È un eterno amore |
| EL/NPC 7001        | 1971 | Vanna Scotti             | Un quarto d'ora/Non è finito il mondo                           |
| EL/NPC 05016       | 1972 | Maria Teresa Strano      | Anche se mi fai soffrire/La sensazione                          |
| EL/NPC 05019       | 1972 | Annagloria               | Sentimenti sconosciuti/Il mare nel cassetto                     |
| EL/NPC 05023       | 1973 | Annagloria               | Non è finito mai/Non ridere nel vento                           |
| EL/NPC 05025       | 1975 | Marta Lami               | Parla più piano (il padrino)/E allora tu                        |
| EL/NPC 05029       | 1975 | Annagloria               | La paura di morire/L'amore                                      |
| EL/NPC 05030       | 1975 | Nino V' Tiritiello Group | I'like to stay with you (c'è una chiesetta amor)/Yakidu         |

### 33 giri jazz
| Numero di catalogo | Anno | Interprete      | Titoli                  |
| ------------------ | ---- | --------------- | ----------------------- |
| BE/JZ 4040         | 1970 | Giorgio Buratti | My Soul In Performances |
| BE/JZ 4041         | 1971 | Giorgio Buratti | È Inutile Discutere     |
| BE/JZ 4042         | 1972 | Giorgio Buratti | L'impiccato             |